# Skrovkjosen
Skrovkjosen (lulesamisk: Rábekjukso) er en vig i Tysfjord kommune i Nordland fylke i Norge.
Kjosen starter mellem Bremneset i nord, hvor også Tysfjorden har sit indløb, og Skarbergneset i syd og går omtrent otte kilometer mod øst til Eidet og Ulvika. Mellem næssene ligger Bekkenesholmen naturreservat (no) som regnes som Norges første nationalpark.
To kilometer øst for Skarbergneset ligger Skarberget hvor der går bilfærge til Bognes på vestsiden af Tysfjorden. Denne  er den eneste tilbageværende færgeforbindelse på Europavej E6. Europavejen går langs sydsiden af kjosen til Ulvika, en bebyggelse ved foden af fjeldovergangen Skjellesvikskaret. En lokal vej går langs østsiden fra Ulvika til Eidet.
De 17 indbyggerne (2011) ved kjosen fordeles på de tre bebyggelser Ulvika, Eidet og Skarberget.